# Platybothrium kirstenae
A Platybothrium kirstenae a galandférgek (Cestoda) osztályának a Tetraphyllidea rendjébe, ezen belül az Onchobothriidae családjába tartozó faj.

## Tudnivalók
A Platybothrium kirstenae tengeri galandféregfaj. A sötétcápa (Carcharhinus obscurus) egyik fő belső élősködője.